# 中国企业联合会
中国企业联合会(又名中國企業家協會) 是中华人民共和国企业、企业家和企业团体组成的全国性、非营利性社会团体，由国务院国有资产监督管理委员会主管。